# Alphons Sassen
Alphonsus Maria (Alphons) Sassen ('s-Hertogenbosch, 28 augustus 1844 - Breda, 20 oktober 1907) was een Nederlands jurist en politicus. Na zijn studie Romeins en hedendaags recht aan de Rijksuniversiteit Leiden en een promotie op stellingen aldaar in de periode 1861-1865 bekleedde hij het beroep van advocaat te 's-Hertogenbosch. Later werd hij schoolopziener aldaar. Tussen 1880 en 1887 woonde hij te Oisterwijk. In laatstgenoemd jaar werd hij president van de arrondissementsrechtbank te Breda, een functie die hij vervulde tot zijn dood in 1907. Vanaf 1892 was hij tevens lid der Eerste Kamer der Staten-Generaal. Hij maakte veelvuldig gebruik van zijn jachtrecht te Vlierden en organiseerde er drijfjachten.
Sassen was in 1870 gehuwd met Anna Wijnanda Catharina Maria Borel (1839-1928), en kreeg met haar twee zonen, onder wie Aiphonse Marie Carel Joseph Antoon Sassen (1871-1938), burgemeester van Sint-Oedenrode. Hij was een achterneef van August Hendrik Sassen. HIj was een zoon van Napoleon Franciscus Carolus Josephus Sassen (1811-1876).